# نصرآباد (خلیل‌آباد)
نصرآباد، روستایی در دهستان حومه بخش مرکزی شهرستان خلیل‌آباد استان خراسان رضوی ایران است.

## جمعیت
بر پایه سرشماری عمومی نفوس و مسکن در سال ۱۳۹۵ جمعیت این مکان ۲٬۱۸۲ نفر (۶۹۷خانوار) بوده‌است.